# Nardia arnelliana
Nardia arnelliana là một loài Rêu trong họ Jungermanniaceae. Loài này được Grolle mô tả khoa học đầu tiên năm 1964.